# Brigitte Level
Pour les articles homonymes, voir Level.
Brigitte Level, dite Anne Acoluthe, Geneviève Minne et Zoé Zou, née le 31 octobre 1918 à Paris et morte le 21 avril 2013 dans cette même ville, est une critique littéraire et poétesse française.

## Biographie
Fille de Maurice Level, directeur de sociétés, et de Jacqueline Mathevon de Curnieu, elle est la petite-fille de Georges Ancey, la nièce d'André Level et la cousine germaine de Philippe Livry-Level, ainsi que la belle-sœur du Père Xavier Léon-Dufour.
Docteur ès lettres, Brigitte-Marie-Adélaïde Level est veuve de Christian Léon-Dufour, producteur de cinéma.
Après avoir assisté Jacques Lacant, elle dirige le Libre journal des belles-lettres sur Radio Courtoisie de 1988 à 2009 — date à laquelle elle est remplacée par Pierre Brunel.
Elle a présidé la Société des poètes français[Quand ?].

## Œuvres
- Alibis, 1968.
- Anicroches, 1969.
- Guitares, 1969.
- Mini bestiaire, 1970.
- Nouvelles guitares, 1971.
- Le Poète et l’Oiseau. Vers une ornithomythie poétique, 1975.
- L’Arche de Zoé, 1975.
- La Girafe dépeignée, 1980.
- Le Zoo de Zoé, 1981.
- Le Jardin de Julie, 1983.
- L’Oiseau bonheur, 1986.
- À travers deux siècles, le Caveau, société bachique et chantante, 1726-1939, 1988 (thèse de doctorat ès lettres remaniée).
- Masques, 1990.
- Le Zoo de zoulou, 1994.
- Le Temps des guitares, 1997.
- Le Poète à la pêche, le poète à la chasse, 1998.
- Fables et Fabulettes (préf. Jacques Lacant), 1999.
- Le Bestiaire de Laïs, 2002.
- Bonne(s) année(s) de 1969 à 2007, 2007.

## Discographie
- Guitares, disque de poèmes, 1976.

## Distinctions

### Prix
- Prix Valentine de Wolmar de l'Académie française 1971 pour Mini bestiaire
- Prix Véga et Lods de Wegmann de l'Académie française 1973 pour Nouvelles guitares
- Prix Francis-Jammes 1973[2].
- Prix Desbordes-Valmore 1975[2].
- Prix Heredia de l'Académie française 1976 pour Le Poète et l’Oiseau[3].
- Prix de l’Académie des treize 1980[2].
- Prix Pascal-Forthuny de l'Académie française 1980 pour La Girafe dépeignée.
- Médaille d'argent du Grand prix de poésie de l'Académie française 1986 pour L'Oiseau bonheur.
- Grand prix Pascal-Bonetti 1988[2].
- Grand prix des poètes français 1996[2].
- Médaille d'argent du prix François-Coppée de l'Académie française 1997 pour Le Temps des guitares.
- Prix Daudet 1998[2].
- Médaille d'argent de la Famille française.
- Églantine d’argent de l’Académie des Jeux floraux.
- Médaille de vermeil de la Ville de Paris[2].

### Décorations
- Chevalier de l'ordre national du Mérite.
- Officier de l'ordre des Palmes académiques.
- Officier de l'ordre du Mérite agricole.
- Officier de l'ordre des Arts et des Lettres.